# Гай Квинкций Цинцинат
Гай Квинкций Цинцинат (на латински: Gaius Quinctius Cincinnatus) e политик на Римската република през 4 век пр.н.е. Произлиза от патрицииската фамилия Квинкции.
През 377 пр.н.е. той е консулски военен трибун с петима други колеги.